# Eitzen I
Eitzen I (so genannt zur Unterscheidung von Eitzen II, einem Ortsteil von Hanstedt) ist ein Ortsteil in der Einheitsgemeinde Bienenbüttel im Landkreis Uelzen in Niedersachsen. Der Ort liegt Luftlinie etwa 3,5 Kilometer westlich von Bienenbüttel. 2021 hatte der Ortsteil 185 Einwohner.

## Geographie
Eitzen I ist von Bienenbüttel aus in nordwestliche Richtung über die Lüneburger Straße (Bundesstraße 4) und anschließend in südwestlicher Richtung über die Eitzener Straße knapp sechs Kilometer entfernt zu erreichen. Von Lüneburg aus liegt Eitzen I etwa zehn Kilometer südlich. Zu Eitzen I gehört das Gut Bardenhagen, welches weitere zwei Kilometer westlich von Eitzen I an der Landesstraße 233 (Lüneburg – Melbeck – Ebstorf) liegt und heute ein Veranstaltungshotel beherbergt.
Der Eitzener Bach fließt südlich des Ortskerns von Eitzen I, schwenkt dann in nördliche Richtung nach Grünhagen und mündet dort in die Ilmenau.

## Geschichte
Der Ort befindet sich in einem Raum, der seit dem 8. Jahrhundert durchgehend besiedelt ist. Mehrere Hügelgräber und ein Totenhaus (keine Totenhütte) zeugen jedoch von der weit früheren Besiedlung in der Bronzezeit. Erste urkundliche Erwähnung findet Eitzen I vermutlich im Urkundenbuch Verden 1 unter der Nr. 433, wo für das Jahr 1252 Eyshusen genannt wird. Im 14. Jahrhundert ist weiterhin der Verkauf der fünf Höfe in Eitzen aus dem Besitz des Lüneburger Bürgermeisters Hartwig von Sülten an das Kloster St. Michaelis zu Lüneburg belegt.

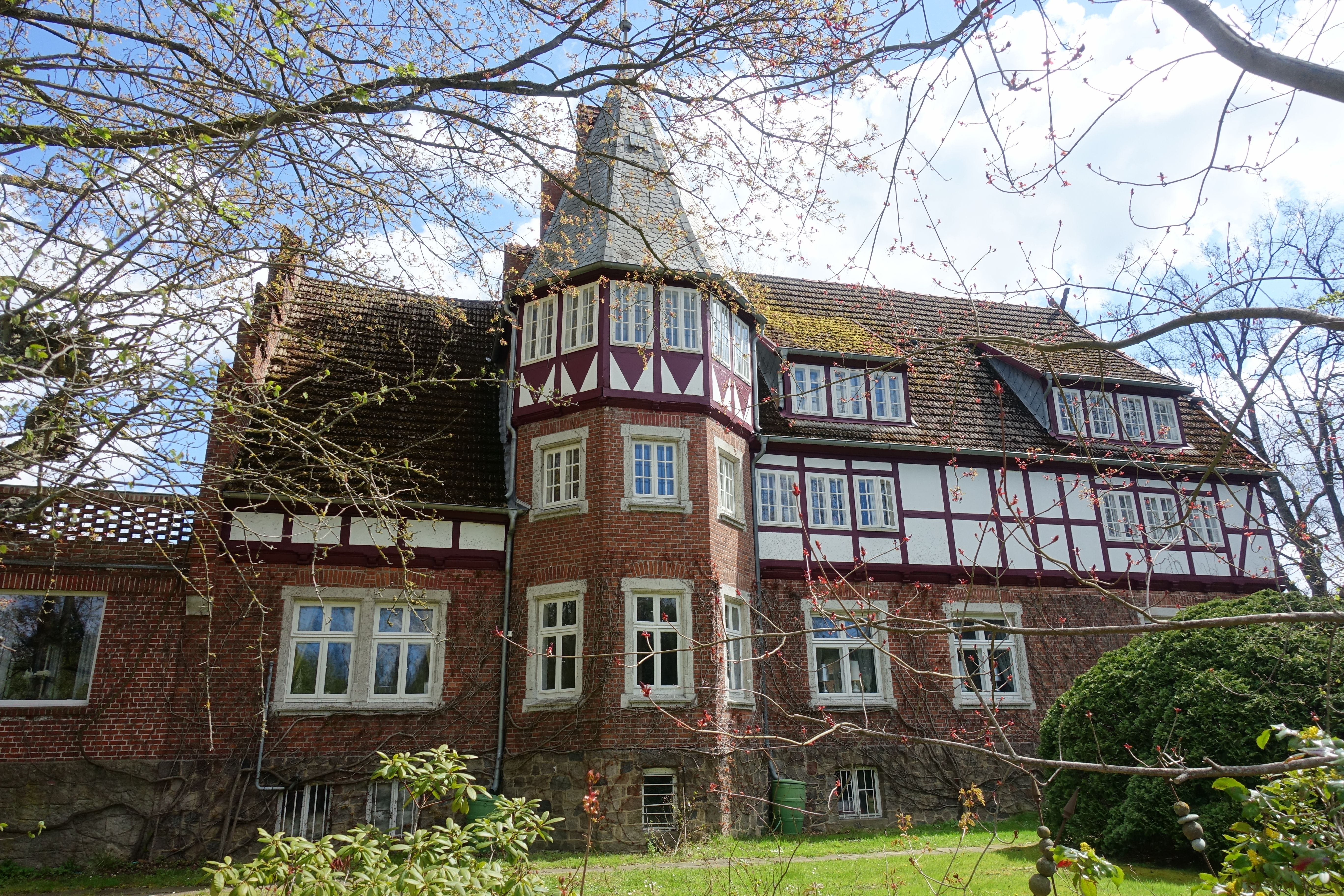
Gut Bardenhagen (Gutshaus von 1908)

Nach der Schaffung der preußischen Landkreise am 6. Mai 1884 kam Bardenhagen zu Eitzen I. 1966 schloss sich Eitzen I mit anderen Gemeinden und Bienenbüttel zur Samtgemeinde Bienenbüttel zusammen.
Am 1. Juli 1972 wurde Eitzen I in die Einheitsgemeinde Bienenbüttel eingegliedert.
Nach der Gemeindereform 1972 gab es in den jetzigen Ortsteilen keine Bürgermeister und Gemeinderäte mehr. Es wird jedoch für jeden Ortsteil ein ehrenamtlicher Ortsvorsteher bestimmt. Für Eitzen I ist Ortsvorsteher(in): Annika Ranglack (Stand 3. Juli 2023)

## Bevölkerungsentwicklung
Hier werden die jeweiligen Einwohnerzahlen angegeben. Die Zahlen der Jahre 1961 und 1970 entstammen dem jeweiligen Volkszählungsergebnis.
- 1823: 101 Einwohner
- 1848: 131 Einwohner
- 1880: 133 Einwohner
- 1932: 158 Einwohner
- 1949: 397 Einwohner (mit Kriegsflüchtlingen)
- 1950: 216 Einwohner
- 1961: 281 Einwohner
- 1970: 224 Einwohner
- 2004: 193 Einwohner
- 2008: 179 Einwohner
- 2016: 204 Einwohner
- 2021: 185 Einwohner

## Baudenkmale
In der Liste der Baudenkmale für Bienenbüttel sind für Eitzen I zwei Baudenkmale aufgeführt.

## Vereine
Die Freiwillige Feuerwehr wurde am 2. Juni 1924 gegründet.

## Nachweise und Quellen
1. ↑  Ortsteile - Gemeinde Bienenbüttel. Abgerufen am 1. Oktober 2021.
2. ↑  Mündung des Eitzener Baches in die Ilmenau
3. 1 2  Statistisches Bundesamt (Hrsg.): Historisches Gemeindeverzeichnis für die Bundesrepublik Deutschland. Namens-, Grenz- und Schlüsselnummernänderungen bei Gemeinden, Kreisen und Regierungsbezirken vom 27. Mai 1970 bis 31. Dezember 1982. W. Kohlhammer GmbH, Stuttgart/Mainz 1983, ISBN 3-17-003263-1, S. 237.
4. ↑  Bienenbüttel, OT Eitzen 1